# Respect
Respect betekent aanzien, eerbied of waardering, die men heeft voor (of ontvangt van) iemand of iets vanwege zijn kwaliteiten, prestaties of vaardigheden. Het woord betekent oorspronkelijk omzien naar, en vandaar rekening houden met.

## De dominante cultuur
In het burgerlijk taalgebruik wordt respect vaak verbonden aan iemands positie op de maatschappelijke ladder of de mate waarin iemand een maatschappelijke waardering heeft weten op te roepen.
Men kan respect opbrengen voor iemands opvattingen of rechten, of voor materiële zaken zoals andermans eigendom. 
- Zo kan men de opvattingen van een ander respecteren, ook als men die opvattingen niet deelt. Men laat dan de ander in zijn waarde.
- Wanneer men respect voelt voor de uitzonderlijke kwaliteiten van een persoon, bijvoorbeeld voor de virtuositeit van een violist, dan gaat de waardering zelfs over in ontzag.

## Jongerencultuur
Aan het begin van de 21ste eeuw heeft het woord respect opgang gemaakt in de jongerencultuur. Dit gebruik is, onder invloed van de veelvuldige toepassing door rappers, ontleend aan het Engels, waar het woord een subtiel andere invulling heeft gekregen. Hier ligt de nadruk meer op bewondering en ontzag hebben voor. En in negatieve zin: tonen dat je niet op iemand neerziet Waar respect ook hier iets blijft dat je primair verdient, kun je het in deze context ook eisen en zelfs afdwingen: "You better respect my mind - cause I'll kill you".